# 兵部司
兵部司，兵部官署名称。
隋朝始置兵部司，为兵部四司之一，设兵部侍郎、兵部員外郎各一员。大业三年（607年），正副官员改为兵曹郎、兵曹承务郎。唐朝武德三年（620年）恢复兵部郎中、兵部员外郎的旧名。兵部郎中从五品上，兵部员外郎从六品上。管理兵马名籍和武官选授，兵戎调遣。龙朔二年（662年）改为司戎司，正副官员改为司戎大夫、司戎员外郎。咸亨元年（670年），恢复兵部司的旧名。光宅元年（684年）改为夏官司，正副官员改为夏官郎中、夏官员外郎。神龙元年（705年），恢复兵部司的旧名。天宝十一载（752年）改为武部司，正副官员改为武部郎中、武部员外郎。至德二载（757年），恢复兵部司的旧名。五代十国沿置，宋朝作为直属兵部的郎中、员外郎，不设兵部司。